# الشاطئ الأحمر
الشاطئ الأحمر، هو شاطئ على البحر الأبيض المتوسط ، يتبع إدارياً لبلدية زيامة منصورية في ولاية جيجل، ويقع في المنطقة الفاصلة بين ولايتي جيجل وولاية بجاية.

## التسمية
تعود تسميته إلى رماله الناعمة جدا المائلة إلى الاحمرار.

## التجمع السكاني
يحيط بالشاطئ تجمع سكاني يبلغ عدد سكانه حوالي 5000 نسمة.يعرف بعدة تسميات منها بوبلاطن، وتاعزيبت، والتسمية الإدارية هي حي عمروش علي. يحتوي على ثانوية مدرسة ابتدائية ومستشفى ومقبرة للشهداء. ازداد عدد سكانها مؤخرا بسبب المشروع السكني المقام من طرف البلدية في إطار السكن الاجتماعي.

## حرائق 2023
تسببت الحرائق في 2023 بإتلاف مساحات واسعة من غابات زيامة منصورية، حيث وصلت ألسنة النيران إلى االشاطئ الأحمر.